# Torocca pollinosa
Torocca pollinosa är en tvåvingeart som beskrevs av Crosskey 1963. Torocca pollinosa ingår i släktet Torocca och familjen parasitflugor. Inga underarter finns listade i Catalogue of Life.